# Liste der Bodendenkmäler in Simmerath
Die Liste der Bodendenkmäler in Simmerath enthält die denkmalgeschützten unterirdischen baulichen Anlagen, Reste oberirdischer baulicher Anlagen, Zeugnisse tierischen und pflanzlichen Lebens und paläontologischen Reste auf dem Gebiet der Gemeinde Simmerath in der Städteregion Aachen in Nordrhein-Westfalen (Stand: Oktober 2020). Diese Bodendenkmäler sind in Teil B der Denkmalliste der Gemeinde Simmerath eingetragen; Grundlage für die Aufnahme ist das Denkmalschutzgesetz Nordrhein-Westfalen (DSchG NRW).
| Bild           | Bezeichnung             | Lage                                      | Beschreibung | Bauzeit | Eingetragen seit | Denkmal- nummer |
| -------------- | ----------------------- | ----------------------------------------- | --- | ------- | ---------------- | --------------- |
| weitere Bilder | Befestigung Meyssenburg | Huppenbroich westlich der Ortschaft Karte | Das Bodendenkmal ist ein Hügel, der die Wüstung einer mittelalterlichen Niederungsburg, explizit die Reste der Hauptburg, darstellt. Er ist umgeben von heute sumpfigen Gräben. Die Grundstücke, auf denen sich das Bodendenkmal befindet, stehen in Privateigentum.                       | 13. Jh. | 13.01.2014       | 1               |
|                | Wallrechtecke           | südwestlich der Kirche von Eicherscheid   | Das Bodendenkmal stellt zwei unterschiedlich große Wallrechtecke dar. Eine Reihe alter Grenzsteine markiert diese Waldkämpe und Feldfluren. Die mit Wällen und dichten Hecken eingefriedeten Waldareale sind letzte Relikte bäuerlicher Kultur und lokaler Verwaltungs- und Rechtssysteme. |         |                  | 2               |